# Resultados do Carnaval de Vitória em 2005

## Grupo Único
A Independentes de São Torquato desfilou como escola convidada. A Mocidade Unida da Glória sagrou-se campeã ao fim da apuração das notas. Este é o segundo título da agremiação. As escolas de samba Tradição Serrana e Rosas de Ouro não desfilaram, foram desclassificadas e automaticamente rebaixadas de grupo para o próximo carnaval.
| Legenda: Campeã Rebaixada |

| Col.     | Escola                       | Enredo                                                                                 | Pontos |
| -------- | ---------------------------- | -------------------------------------------------------------------------------------- | ------ |
| 1        | Mocidade Unida da Glória     | Grécia… Uma Viagem Fantástica ao Templo dos Deuses da Mitologia                        | 199,5  |
| 2        | Jucutuquara                  | Quem é Você? As Máscaras que Ocultam Também Revelam                                    | 196    |
| 3        | Novo Império                 | O Espírito Santo, Suas Riquezas Minerais e Belezas Naturais                            | 194,5  |
| 4        | Pega no Samba                | Dai a César o que é de César                                                           | 191    |
| 5        | Piedade                      | Sou Terra, Fogo, Água e Ar. 50 Anos de História… Sou Piedade, Sou Estrela, Vou Brilhar | 190    |
| 6        | Independente de Boa Vista    | A Magia do Sete                                                                        | 178    |
| 7        | Andaraí                      | Liberdade, a Luta Continua                                                             | 174,5  |
| 8        | Imperatriz do Forte          | Uma Viagem Feliz no Rodeio, Agronegócio da Imperatriz                                  | 163    |
| 9        | Barreiros                    | História, Sonho, Esperança e Realidade. O Barreiros é só Felicidade                    | 150    |
| 10       | Chegou O Que Faltava         | Quem Ri Por Último Ri Melhor                                                           | 76     |
| 11       | Independente de São Torquato | Respeitável público, sua majestade o G.R.E.S.I.S.T. no Carnaval                        | 75,5   |
| Desclas. | Tradição Serrana             | Na Era do Reciclável, Nada Mais é Descartável                                          | --     |
| Desclas. | Rosas de Ouro                | Eu Sou Afro-Serrano, Sou Cultura, Sou Raiz                                             | --     |